# Gallipolis (Ohio)
Gallipolis es una villa ubicada en el condado de Gallia en el estado estadounidense de Ohio. En el Censo de 2010 tenía una población de 3641 habitantes y una densidad poblacional de 367,53 personas por km².

## Geografía
Gallipolis se encuentra ubicada en las coordenadas 38°49′13″N 82°11′27″O / 38.82028, -82.19083. Según la Oficina del Censo de los Estados Unidos, Gallipolis tiene una superficie total de 9.91 km², de la cual 9.32 km² corresponden a tierra firme y (5.96%) 0.59 km² es agua.

## Demografía
Según el censo de 2010, había 3641 personas residiendo en Gallipolis. La densidad de población era de 367,53 hab./km². De los 3641 habitantes, Gallipolis estaba compuesto por el 89.73% blancos, el 5.08% eran afroamericanos, el 0.6% eran amerindios, el 1.07% eran asiáticos, el 0% eran isleños del Pacífico, el 0.52% eran de otras razas y el 2.99% pertenecían a dos o más razas. Del total de la población el 1.15% eran hispanos o latinos de cualquier raza.